# مارك رامزي
مارك رامزي (بالإنجليزية: Mark Ramsay)‏ (24 يناير 1986 بدنفيرملين في المملكة المتحدة - ) هو لاعب كرة قدم بريطاني في مركز الوسط. لعب مع نادي فالكيرك وبيرويك راينجرز وDundonald Bluebell F.C. ‏ ونادي كاودينبيث لكرة القدم.

## وصلات خارجية
- مارك رامزي على موقع قاعدة بيانات كرة القدم.إي يو (الإنجليزية)
- مارك رامزي على موقع Soccerbase.com (لاعب) (الإنجليزية)